# 2013 en architecture
| Années de l'architecture : 2010 - 2011 - 2012 - 2013 - 2014 - 2015 - 2016    |
| Décennies de l'architecture : 1980 - 1990 - 2000 - 2010 - 2020 - 2030 - 2040 |

Les évènements liés à l'architecture en 2013 :

## Réalisations
- JW Marriott Marquis Hotel Dubai Tower 2 (355 mètres), une de deux tours jumelles de Dubaï, les plus hautes du monde à usage exclusivement hôtelier.
- Mercury City Tower, plus grand gratte-ciel d'Europe avec 339 mètres, construit en Russie à Moscou
- Al Yaqoub Tower, 328 mètres, Dubaï
- The Landmark, 324 mètres, Abou Dabi
- Deji Plaza, 324 mètres, Nankin (Chine)
- Cayan Tower, 306 mètres, Dubaï
- East Pacific Center Tower A, 306 mètres, Shenzhen (Chine)
- The Shard, gratte-ciel de 306 mètres construit à Londres
- Library of Birmingham, la plus grande bibliothèque du Royaume-Uni, est terminée en 2013.
- Le nouveau Vieux-Port de Marseille est inauguré après une large requalification, dont la deuxième phase est prévue pour 2020.
- La Villa Méditerranée est terminée à Marseille.
- Le Musée des civilisations de l'Europe et de la Méditerranée est terminé à Marseille.

## Événements
- Destruction du minaret de la Grande Mosquée d'Alep, daté du XIIIe siècle, le 24 avril 2013 lors de combats opposant l'Armée syrienne libre aux forces gouvernementales lors de la guerre civile syrienne.